# سميعا (شبانكارة)
سميعا (بالفارسية: سمیعا) هي قرية تقع في إيران في قسم شبانكارة الريفي. يقدر عدد سكانها بـ 275 نسمة بحسب إحصاء 2016.